# Сабазиеро
Сабазиеро (груз., от базиери — сокольничий) — повинность, существовавшая в Мингрелии и состоявшая в том, что крестьяне обязаны были кормить сокольничих помещика. Для этой цели они вносили в год по 3 катха гоми (1/4 батмана), по коке вина и по козлёнку с каждого двора (по другим данным — по одной курице для сокола).